# Espurio Melio
Espurio Melio  fue un ciudadano romano de origen plebeyo del siglo V a. C. perteneciente a la gens Melia que murió asesinado por la violencia de Estado acusado de aspirar a la monarquía.

## Reparto de trigo
Melio fue un ciudadano romano de gran riqueza que empleó su fortuna en la compra de trigo en Etruria durante la habruna que padeció Roma en el año 440 a. C. Vendió el trigo a los pobres a bajo precio, incluso llegó a distribuirlo gratuitamente. Tal liberalidad le ganó el favor de la plebe romana, pero al mismo tiempo le expuso al odio de la clase patricia dirigente.

## Acusación y asesinato
En consecuencia, al año siguiente, poco después de que los cónsules hubieran asumido el cargo, Lucio Minucio Esquilino Augurino, que había sido nombrado praefectus annonae, reveló al Senado una supuesta conjura organizada por Melio con el propósito de tomar el poder real. Declaró que Melio había sobornado a los tribunos de la plebe, que se habían celebrado asambleas secretas en su casa y que se habían armado. Acto seguido, el anciano Cincinato fue nombrado dictador y Cayo Servilio Ahala su magister equitum.
Durante la noche se guarnicionó el Capitolio y otros lugares estratégicos y por la mañana Cincinato apareció en el Foro con una fuerza armada. Melio fue citado para que compareciera ante el tribunal del dictador. Sin embargo, viendo el destino que le aguardaba, se negó a acudir, agarró un cuchillo de carnicero para ahuyentar al oficial que se disponía a arrestarlo y se refugió entre la multitud. Inmediatamente, Ahala, encabezando una banda armada de jóvenes patricios, se abalanzó sobre la multitud y mató a Melio. Sus propiedades fueron confiscadas y su casa derribada. El solar continuó vacío hasta épocas posteriores como un monumento a su destino.
Ninguno de los supuestos cómplices de Melio fue castigado, pero Ahala fue llevado a juicio y solo escapó de la condena con un exilio voluntario.

## Crítica del episodio
En la Antigüedad, siguiendo las tradiciones de los clanes patricios de los Quincios y los Servilios, se tuvo por cierta la conjura de Melio. Cicerón lo llama omnibus exosus y alaba la actuación de Ahala.
En tiempos más recientes, se ha planteado que su culpabilidad era muy dudosa y que su muerte fue un acto de asesinato, ya que el propio dictador no tenía derecho a ejecutarlo, sino solo a llevarlo a juicio ante los comitia centuriata. El hecho de que fuera asesinado de esta forma violenta e ilegal es una prueba de que no se pudo probar ningún delito en su contra. Barthold Georg Niebuhr argumentó que no era improbable que el verdadero propósito de Melio fuera obtener el consulado para sí mismo y obligar a los patricios a dividirlo entre los dos órdenes sociales.
Timothy Cornell indica que quizá Melio fuera un caudillo de la plebe, pero que los motivos de su actuación o sus intenciones son imposibles de identificar. Otros autores, como Andrew Drummond, consideran todo el episodio inventado como una explicación de la existencia de una explanada en Roma llamada Aequimaelium y ampliado después a finales del siglo III a. C. por los primeros analistas.